# Pirates of Silicon Valley
Pirates of Silicon Valley (Brasil: Piratas da Informática / Portugal: Piratas do Vale do Silício) é um filme feito para a televisão, pela TNT, escrito e dirigido por Martyn Burke. Baseado no livro Fire in the Valley: The Making of The Personal Computer, de Paul Freiberger e Michael Swaine, o filme oferece uma versão dramatizada do nascimento da era da informática doméstica, desde o primeiro PC, através da histórica rivalidade entre a Apple Inc. e seu Macintosh e a Microsoft, indo desde o Altair 8800 da empresa MITS, passando pelo MS-DOS, pelo IBM PC e terminando no Microsoft Windows.
O filme começa no início da década de 1970 e termina em 1997, após o retorno de Steve Jobs ao comando da Apple, passando pela demissão em 1985 da própria empresa que ajudou a fundar, por John Sculley.
Começando no campus da UCB (Universidade da Califórnia em Berkeley) durante o período do Movimento Liberdade de Expressão, o filme expõe as aflições dos amigos Steve Jobs (Noah Wyle) e Steve Wozniak (Joey Slotnick), que formariam a Apple Computer; e os estudantes de Harvard, Bill Gates (Anthony Michael Hall), Steve Ballmer (John Di Maggio) e o amigo de Gates, Paul Allen (Josh Hopkins), que criariam a Microsoft.
Gates, Jobs e Wozniak deixariam a universidade para poder tomar o papel no crescimento da revolução dos computadores pessoais. O filme é narrado pelo ponto de vista de Wozniak e Ballmer.
Em 2001, foi transmitido no Brasil através do canal pago TNT com o título de Piratas de Silicon Valley.

## Elenco
- Noah Wyle como Steve Jobs
- Anthony Michael Hall como Bill Gates
- Joey Slotnick como Steve Wozniak
- John DiMaggio como Steve Ballmer
- Josh Hopkins como Paul Allen
- Gema Zamprogna como Arlene a namorada de Steve Jobs
- Jeffrey Nordling como Mike Markkula
- Allan Royal como John Sculley
- Gailard Sartain como Ed Roberts
- Marc Worden como Chris Larsen
- Marcus Giamatti como Daniel Kottke